# 보기 (골프)

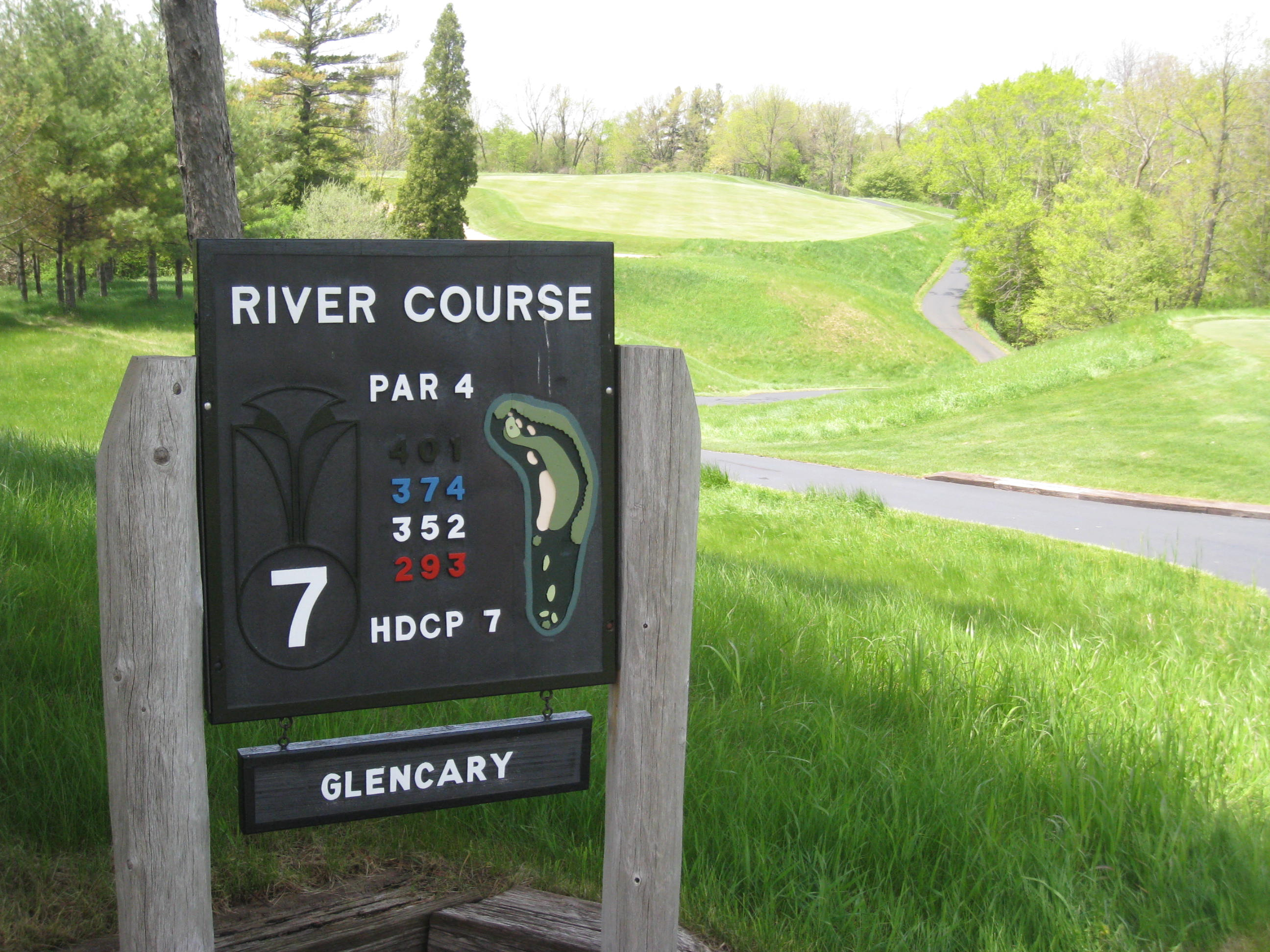
7번째 홀이 파4홀인 것을 표시한 블랙울프 런 골프 코스의 표지판, 위스콘신주 콜러

골프에서, 보기(bogey)는 기준 타수(par)보다 하나 많은 타수로 공을 홀컵에 넣는 것이다. 참고로, 기준 타수보다 둘이 더 많으면 더블 보기, 기준 타수와 같으면 이븐 파라고 한다. 

## 같이 보기
- 골프 용어